# Kongelige Norske Hæren
Il Kongelige Norske Hæren è l'esercito della Norvegia, componente terrestre delle forze armate norvegesi.
La Norvegia raggiunse la piena indipendenza nel 1905, e nel primo secolo della sua breve vita ha contribuito a tre grandi conflitti, la seconda guerra mondiale, la guerra fredda e la guerra al terrorismo. L'esercito norvegese opera attualmente in Norvegia del Nord, Afghanistan ed Europa orientale. L'esercito è il più antico delle armi di servizio, istituite come una moderna organizzazione militare nel 1628. L'esercito ha partecipato nelle guerre durante il XVII, XVIII e XIX secolo, sia in Norvegia che all'estero.

## Storia
Dopo che la Guerra di Kalmar scoppiò nel 1611, il re danese cercò di far rivivere il volontario leidang, con risultati terribili. Dato che la cittadinanza norvegese non era stata armata o addestrata all'uso delle armi per quasi tre secoli, non era in grado di combattere. I soldati disertarono o furono catturati. I soldati dovettero partecipare a esercitazioni militari, fornendo al contempo il lavoro supplementare per la comunità locale, quando non erano in servizio attivo. Anche se l'esercito ancora non rappresentava l'intera nazione, dato che i residenti della città erano esenti dal servizio militare, il 1628 è generalmente considerato dagli storici come l'anno in cui è nato il moderno esercito norvegese.
Durante la guerra del 1643-45, l'esercito norvegese eseguito bene, mentre la sua controparte danese floppò. Come risultato, vaste aree dovevano essere cedute alla Svezia. Questo portò il re danese ad invitare mercenari tedeschi ad addestrare e comandare le forze armate danesi-norvegesi: una decisione che echeggiò nei secoli nelle tracce del vocabolario germanico utilizzato dalle forze armate norvegesi ai giorni nostri. Nel 2008 l'esercito affrontò critiche dall'interno per essere in grado solo di difendere un solo quartiere di Oslo in caso di un'invasione nazionale.

### XIX secolo
Nei primi anni del XVIII secolo gli svedesi invasero di nuovo la Norvegia, e questa volta l'esercito norvegese tenne il proprio territorio, ponendo le basi per quasi un secolo di pace - la più lunga nella storia norvegese moderna - durante i quali cominciò ad evolversi una distinta identità norvegese. Il tedesco cessò di essere la lingua ufficiale di comando nell'esercito nel 1772, a favore del "dano-norvegese". Con lo scoppio delle guerre napoleoniche, la Danimarca, la Norvegia e la Svezia cercarono di rimanere neutrali; ma la decisione del re di Danimarca Federico IV di allinearsi con Napoleone fece sì che le ostilità raggiungessero la Norvegia. Nel 1807, la Danimarca e la Norvegia erano formalmente in guerra con la Gran Bretagna.
Come l'era napoleonica volse al termine, gli alleati vittoriosi decisero di assegnare la Norvegia alla Svezia nel 1814. Questa unione durò fino al 1905, durante i quali l'esercito norvegese mantenne un'entità separata all'interno del regno congiunto. Il bilancio finanziario, il reclutamento, l'organizzazione del reggimento e le uniformi erano tutti indipendenti dei loro omologhi svedesi. La base per il reclutamento dell'esercito norvegese era inizialmente una della leva obbligatoria per un massimo di cinque anni da molte tratte tra sole reclute rurali. Un quadro era fornito dai soldati regolari o  hvervede , arruolati come volontari legati all'anzianità di servizio. Come con altri eserciti del periodo, era previsto il pagamento di un sostituto per servire al proprio posto. Questo sistema venne sostituito da uno di coscrizione universale introdotto nel 1854. L'arruolamento nell'esercito attivo era però ancora basato sul disegno delle schede elettorali, con chi fuggiva dal servizio a tempo pieno che andava immediatamente nella riserva  landvern , dove ricevevano istruzione e formazione di base.
Nel 1884 la base del servizio venne ulteriormente modificata con il periodo di formazione ridotto a 90 giorni. I regolari del  hvervede  vennero ridotti ad una squadra di ufficiali di carriera, sottufficiali e altri specialisti. L'individuo recluta norvegese ora passava attraverso tre fasi di servizio con i reggimenti di linea, la milizia e la riserva territoriale nel periodo di 13 anni, quanto durava la sua responsabilità del servizio militare. I partiti di sinistra dello Storting favorirono la sostituzione del fuciliere volontario part-time volontario dell'esercito regolare, ma questo venne opposto dalla maggioranza parlamentare sulla base della dubbia efficacia di una tale forza.
Nel mese di giugno 1905 la Storting sciolse unilateralmente la novantunenne unione con la Svezia. Dopo un breve ma teso periodo, durante il quale vennero mobilitati entrambi gli eserciti, la Svezia accettò la dissoluzione pacifica dell'unione.
Anche se nominalmente una nazione neutrale durante la Prima Guerra Mondiale, la Norvegia era nella non invidiabile posizione di essere dipendente dalle parti in conflitto per il suo commercio. Il carbone della Gran Bretagna era necessario per mantenere il paese efficiente, e la Norvegia ha quindi convenuto che ogni carico di carbone lasciasse la Gran Bretagna abbinabile con i carichi norvegesi in arrivo, come il minerale di rame e il pesce. Questo attirò l'attenzione dei sottomarini tedeschi.

### Milizia nazionale

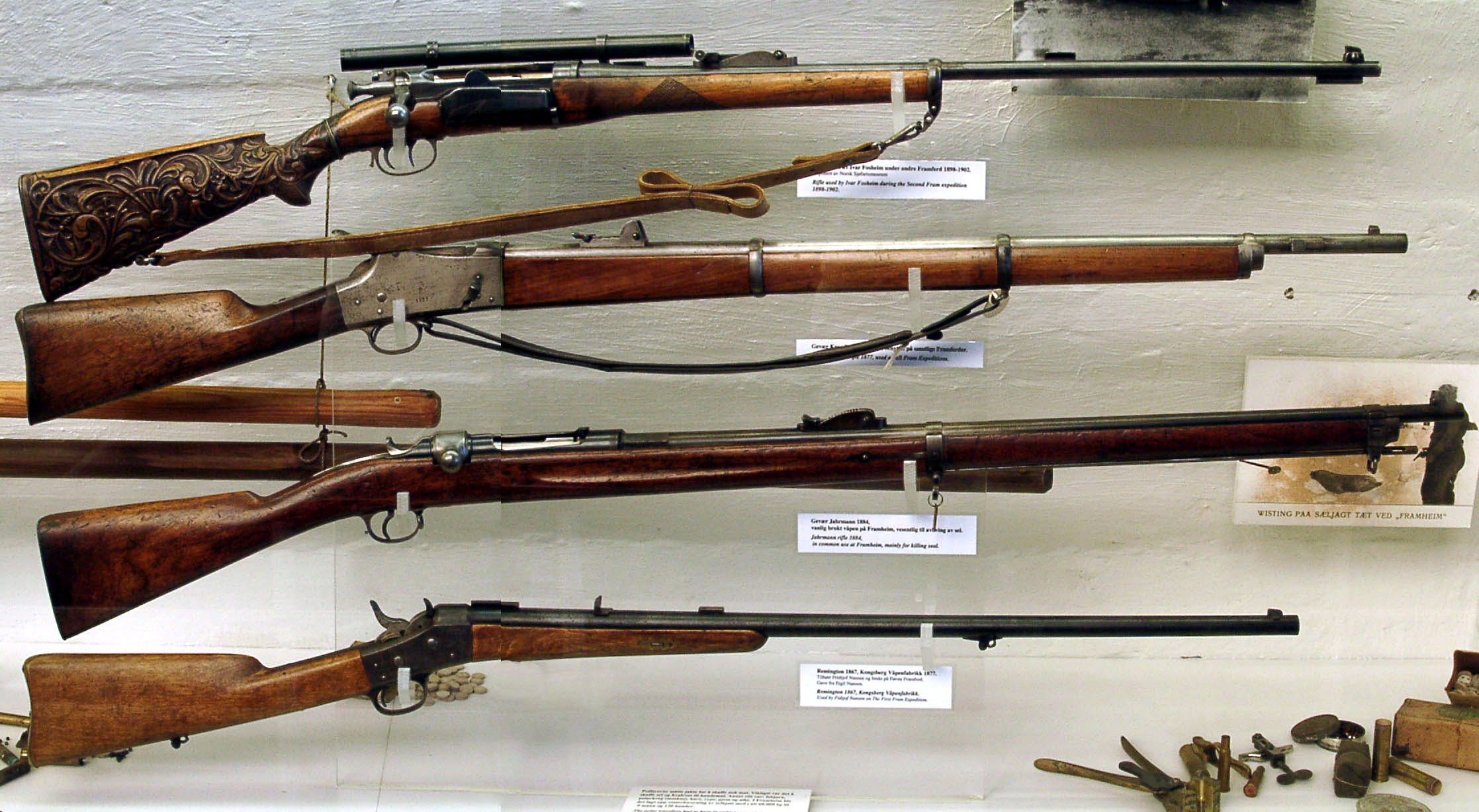
Il fucile norvegese a otturatore girevole-scorrevole Krag-Jørgensen

Nel 1920 l'esercito della Norvegia fu una milizia nazionale. Il servizio era universale e obbligatorio, la responsabilità d'iniziare all'età di 18 anni e continuare fino all'età di 56. Gli uomini venivano convocati a 21, e per i primi 12 anni appartenevano alla linea; poi per 12 anni alla landvarn. Poi passavano nel landatorm, in cui rimanevano fino al raggiungimento dell'età di 55 anni. La formazione iniziale era condotta nelle scuole reclute; è durava per 48 giorni nei presidi di fanteria ed artiglieria, 62 nelle batterie di montagna, 72 nel Genio, 92 nell'artiglieria da campagna, e 102 nella cavalleria. Non appena i loro corsi erano finiti, gli uomini venivano trasferiti alle unità in cui avrebbero permanentemente appartenuto, e con loro attraversavano un ulteriore addestramento di 30 giorni. La formazione successiva consisteva di 80 giorni nel secondo, terzo e settimo anno di servizio.
La linea era organizzata in 6 divisioni di tutte le armi, oltre a ciò vi era il presidio d'artiglieria. C'erano 56 battaglioni di fanteria, 5 compagnie di ciclisti (sciatori), 3 reggimenti di cavalleria (16 squadroni), 27 batterie d'artiglieria da campagna, 3 batterie di artiglieria da montagna, 9 batterie di artiglieria pesante, e 1 reggimento e 2 battaglioni del Genio. Il Corpo Volante venne organizzato in 3 divisioni. Le divisioni erano di forza disuguale, a seconda dell'importanza del distretto in cui venivano reclutate. In caso di guerra, ogni divisione avrebbe mobilitato 2 o 3 reggimenti di fanteria (di 3 battaglioni), 3 o 4 squadroni di cavalleria, un battaglione di artiglieria da campagna (di 3 batterie), un battaglione di artiglieria pesante, una compagnia zappatori, una compagnia telegrafo, una compagnia medica e una compagnia di trasporti. Ogni distretto reggimentale costituiva anche un battaglione del landvarn (di 6 compagnie), e le altre armi avrebbero formato unità del landvarn nella stessa proporzione. La forza totale di pace era di 118.500 uomini e comprendeva 71 fucili S36, 228 cannoni da campagna e 36 pesanti. I numeri aggiuntivi disponibili nella quantità della mobilitazione ammontavano a 282.000 uomini.
La fanteria norvegese era armata con il fucile norvegese Krag-Jørgensen di 6,5 mm (nella foto). L'artiglieria da campagna aveva l'Ehrhardt 7,5 cm Modello 1901. Il bilancio dell 'esercito per il 1919-20 era di 1.940.000 uomini.

### XX secolo
Con la totale indipendenza norvegese, venne approvata una legislazione rafforzante del sistema introdotto nel 1885. La responsabilità del servizio militare venne estesa a 55 anni di età e il periodo di formazione venne allungato di circa cinque mesi. Ulteriori reggimenti localizzati vennero creati in un quadro di sei distretti militari, che consentiva una più rapida mobilitazione dei riservisti. Queste precauzioni si dimostrarono efficaci nel 1914 con lo scoppio della Prima Guerra Mondiale. Le forze armate della Norvegia rimasero mobilitate per tutta la guerra, garantendo la neutralità norvegese in collaborazione con quella di Danimarca e Svezia.

#### Seconda guerra mondiale

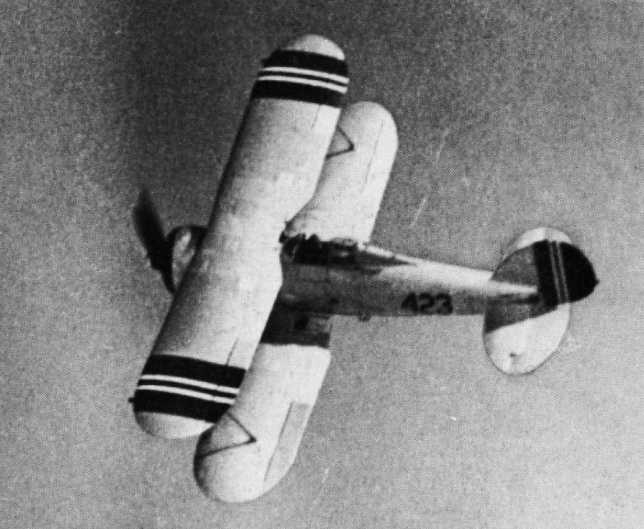
Gloster Gladiator del Servizio Aereo dell'Esercito norvegese nel 1940

Nonostante le crescenti ostilità in tutta Europa nel 1939 e nel 1940, il governo norvegese al momento non riuscì a mobilitare; lasciando l'esercito del tutto impreparato all'invasione tedesca del mese di aprile 1940. Con le forze di occupazione tedesche nel 1940, come con le altre parti delle forze armate, l'esercito dovette arrendersi a una forza superiore, ma le unità dell'esercito furono quelle che resistettero per il più lungo periodo di tempo: la 6ª Divisione guidata dal leggendario maggiore generale Carl Gustav Fleischer partecipò alla riconquista alleata di Narvik.
Il più grande successo della seconda guerra mondiale da parte delle forze norvegesi fu la vittoria nella battaglia di Narvik, in particolare la guerra di montagna, costringendo le forze tedesche a fare tutta la strada dal mare al confine svedese. Oltre alla campagna norvegese, i soldati norvegesi si unirono al movimento di resistenza norvegese dopo che le forze tedesche occuparono la Norvegia. Il Fronte Nazionale (Hjemmefronten) fu il movimento di resistenza norvegese durante l'occupazione nazista della Norvegia (1940-1945).
I soldati norvegesi si unirono alle unità norvegesi libere nel Regno Unito per continuare la lotta contro i nazisti dall'estero. Queste unità inclusero la Kompani Linge e la 5 Troop, Army Commandos No.10 (Inter-Alleata). Il grosso dell'esercito norvegese durante gli anni in esilio in Gran Bretagna consisteva in una brigata a Dumfries così come le unità più piccole di stanza in Islanda, Jan Mayen, Svalbard e Georgia del Sud. La 2ª Compagnia di Montagna operò a Finnmark dalla fine del 1944, sotto il comando nominale russo. Le truppe di polizia norvegesi e le unità di questa brigata presero il controllo di Finnmark nel 1944 dopo la ritirata tedesca dall'Armata Rossa. Molti ex membri dell'esercito norvegese servirono anche con le forze tedesche.
L'esercito venne ricostruito dopo la guerra, basato tra l'altro sulle forze fondate in esilio in Svezia e in Gran Bretagna durante la guerra, come pure sulle forze interne. La partecipazione all'occupazione alleata della Germania fu un compito molto impegnativo per l'esercito nel periodo 1946-1952, ma fu anche una parte della ricostruzione. L'esercito venne stabilito in tutte le parti del paese, con una roccaforte importante nel Troms basata sull'immagine minaccia di quel tempo: il timore di una invasione da Est. Questa immagine cambiò definitivamente con la caduta del muro di Berlino nel 1989 e la conseguente disgregazione dell'Unione Sovietica e del Patto di Varsavia.
Alla fine della guerra fredda l'esercito avrebbe potuto mobilitare 13 brigate, anche se 10 di loro erano meno ben equipaggiate. Venne ridimensionato dopo la fine della Guerra Fredda, con i più grandi cambiamenti in atto nella metà degli anni '90, quando venne dismessa una serie di presidi e di unità. Questa ristrutturazione si concentrò sullo spostamento da un'invasione armata abbastanza statica ad un esercito flessibile di reazione rapida. Il Parlamento nel 1994 e 1995 approvò una serie di importanti cambiamenti organizzativi, per l'esercito in particolare. Per garantire un'attuazione economicamente efficiente, è necessario mettere a fuoco le attività nell'esercito sul processo di trasformazione dell'esercito da un grande esercito di mobilitazione ad un più piccolo esercito professionale.
Il piano 2005-08 prevedeva la riduzione dell'allora esercito da tre a due brigate, ma la formazione essenziale e fondamentale fu quella della Brigade Nord. Il Comando 6ª Divisione doveva essere organizzato come quartier generale tattico mobile con la possibilità di fungere da quadro di riferimento ad un quartier generale per le operazioni multinazionali sul livello di brigata in Norvegia. Ma per mantenere la Brigade Nord operativa Jane's Defence Weekly ha detto nel maggio 2004 che richiederebbe due brigate equipaggiate.

### XXI secolo
I contributi norvegesi alla gestione delle crisi internazionali sono stati generati da un sistema che è prima di tutto orientato verso la rapida attivazione delle unità di mobilitazione armate e addestrate per la difesa del territorio. Di conseguenza, i contributi della Norvegia alle operazioni militari internazionali hanno un alto grado di sostenibilità, in quanto hanno un considerevole numero di unità di riserva a cui attingere. Tuttavia, senza adattamento questa forza di posizione è in misura minore in grado di generare forze rapida e flessibile in risposta a crisi internazionali. Inoltre, i contributi che la Norvegia è stata in grado di fare delle operazioni internazionali tendono a consistere in fanteria meccanizzata leggermente corazzata, molto adatta più per compiti di mantenimento della pace tradizionali (UNIFIL nel sud del Libano, alla quale la Norvegia ha contribuito con un gruppo considerevole per oltre vent'anni), ma non sufficientemente robusta per le missioni che potrebbero comportare compiti esecutivi.

### Guerra in Afghanistan

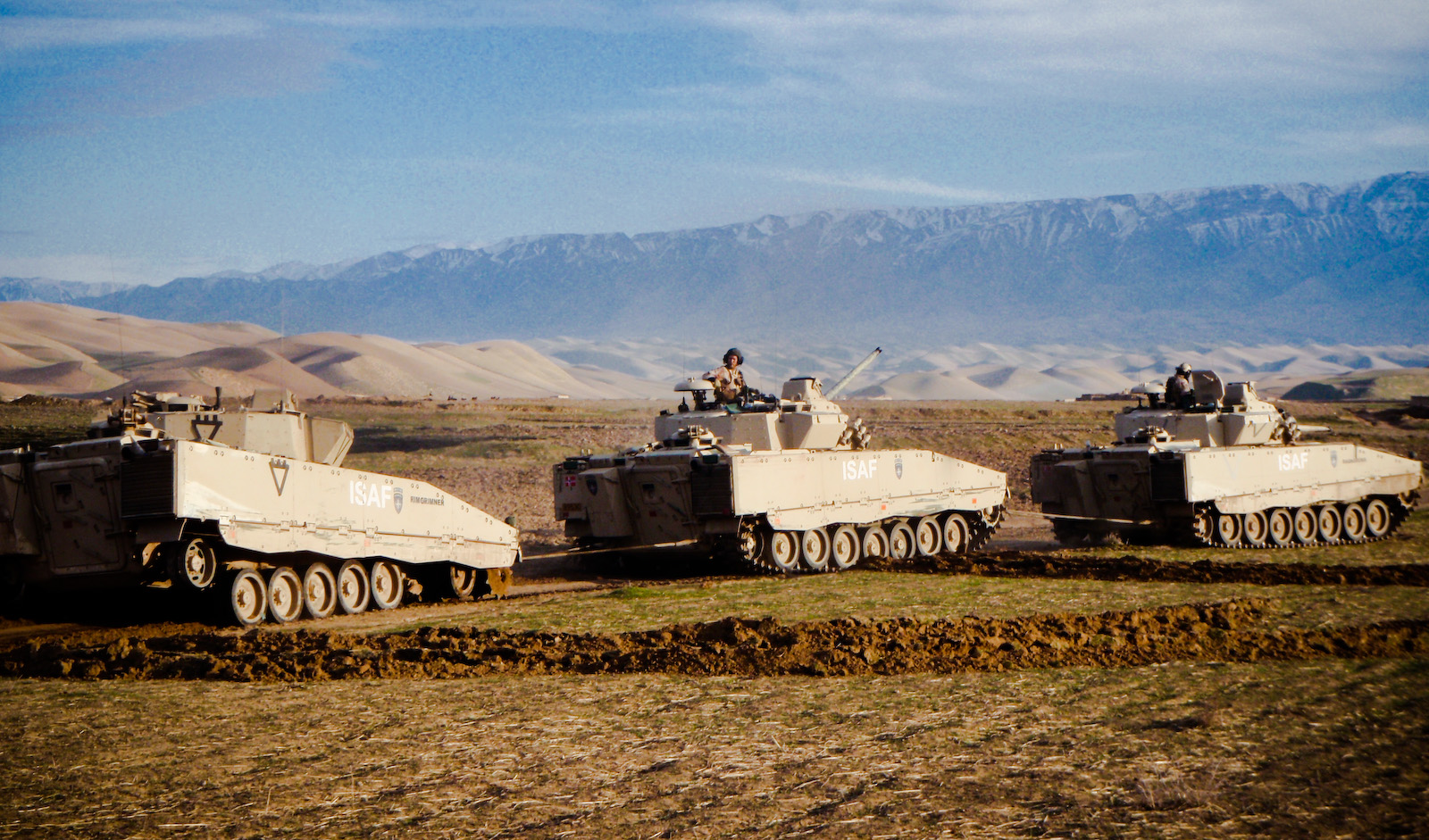
CV90 dell'esercito norvegese in Afghanistan

La Norvegia, insieme ad altri paesi scandinavi, sostenne la guerra al terrorismo statunitense. Il governo norvegese è stato uno dei più forti sostenitori della guerra, Jens Stoltenberg disse "È anche nel nostro interesse replicare contro tali attacchi", ma aggiunse dopo che "riteniamo che gli Stati Uniti non sono interessati alla rappresaglia in alcun modo che possa costituire una minaccia per la pace nel mondo." 
Il Ministro della difesa norvegese all'epoca, Bjørn Tore Godal, disse che "gli Stati Uniti sono il più importante alleato della Norvegia. La Norvegia sta già fornendo assistenza d'intelligence agli Stati Uniti. Se riceveremo una richiesta di supporto, tra cui il supporto militare, noi naturalmente risponderemo positivamente, e in conformità con gli obblighi di cui all'articolo 5 del trattato NATO".
L'esercito norvegese inviò truppe per sostenere la missione della NATO ISAF in Afghanistan, per aiutare l'Afghanistan a liberarsi dai talebani. Le forze speciali norvegesi vennero coinvolte in operazioni di combattimento durante l'Operazione Enduring Freedom nel 2002 e truppe dell'esercito norvegese durante l'Operazione Harekate Yolo nel 2007. Circa 590 norvegesi stanno servendo nelle forze ISAF.
Secondo Aftenposten, la base dell'esercito norvegese di Meymaneh era tra le basi meno sicure in Afghanistan ad un certo punto. Meymaneh si trova nel nord-ovest dell'Afghanistan, che è diventato sempre più inquieto negli ultimi anni. Sia i capi politici che militari delle forze armate sono d'accordo sullo stato di debolezza della base. Quando all'esercito norvegese è stato chiesto di cosa aveva bisogno per difendere la sua posizione, ha chiesto 120 soldati e armi a lungo raggio. Ha inoltre chiesto una forza di reazione mobile, in modo che gli alleati nella regione avrebbero potuto assisterli reciprocamente se fossero venuti sotto attacco pesante.

## Organizzazione

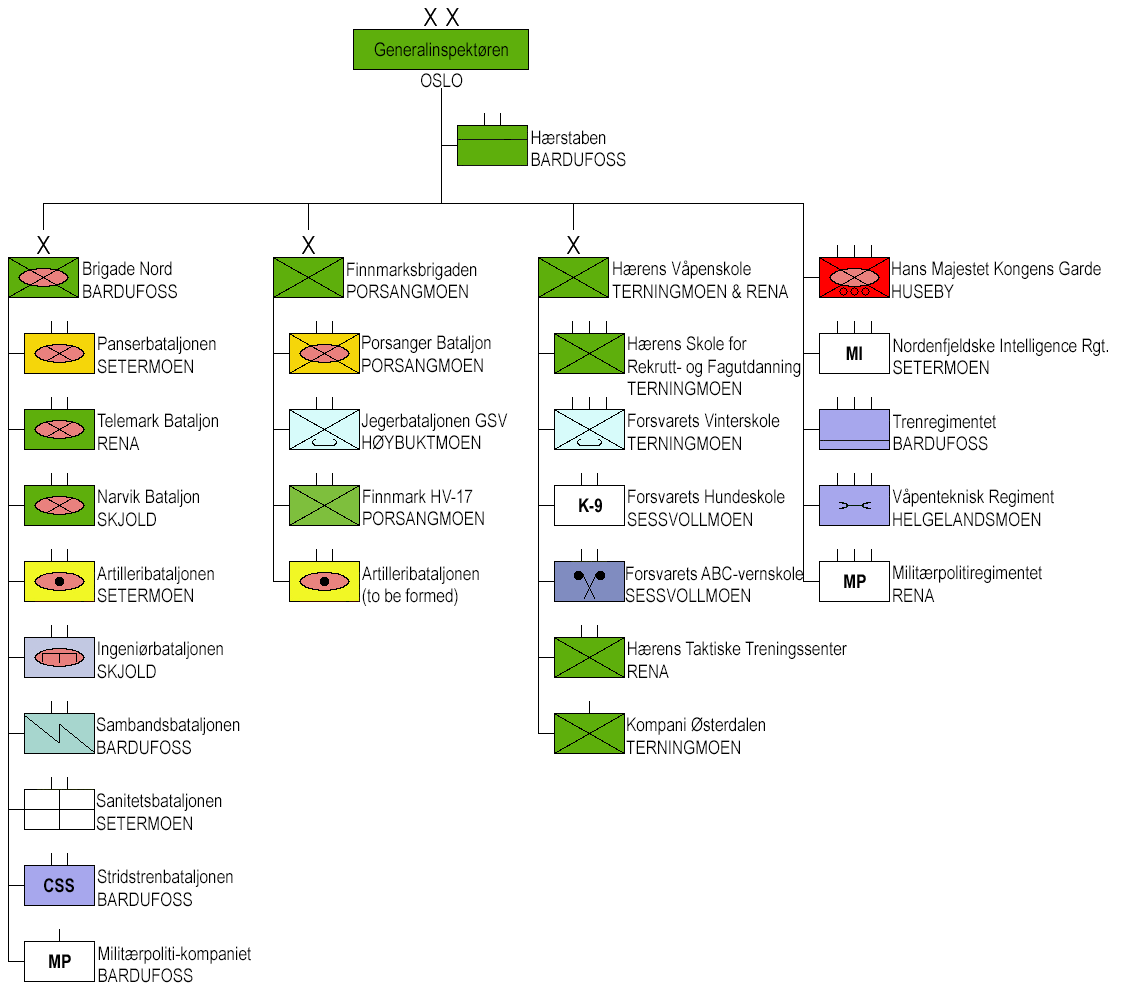
Struttura delle forze armate norvegesi, 2020

Nel 2009 l'esercito ha introdotto le nuove linee di comando e controllo. L'Ispettore Generale ora comanda tre principali comandi subordinati e 5 unità di supporto più piccoli:
- Brigade Nord
- Scuola d'Armi dell'Esercito
- Garnisonen i Sør-Varanger
- Guardia Reale
- Accademia Militare
- Logistica e Supporto Operativo
- Supporto Operazioni dell'Esercito

### Brigade Nord
La brigata è l'unica grande formazione di combattimento dell'esercito norvegese. La Brigade Nord è la brigata di combattimento più a nord della NATO e ha la capacità di pianificare, condurre e realizzare le operazioni con il supporto di altre armi delle Forze di Difesa norvegesi. La brigata è formata principalmente attorno a tre gruppi di battaglia totalmente armati:

### Libro Bianco 2012
Secondo il Libro Bianco 2012 del Ministero della Difesa norvegese, saranno riorganizzati gli elementi di manovra della Brigade Nord. Il Telemark Bataljonen e il Panserbataljonen saranno organizzati come due battaglioni meccanizzati identici vicini presidiati principalmente da personale a contratto, ma con alcuni coscritti. Il 2º Battaglione verrà sviluppato nel ruolo di fanteria leggera, presidiato soprattutto da personale di leva. La brigata sarà dotato di mezzi di difesa aerea organici. La riorganizzazione è destinata a fornire alla brigata 2 gruppi di battaglia continuamente pronti al combattimento.
| Nome                    | Base(i)          | Note |
| ----------------------- | ---------------- | --- |
| Panserbataljonen        | Setermoen, Troms | Il Battaglione Corazzato è dotato di carri armati Leopard 2 e veicoli da combattimento della fanteria CV-90. Secondo il Libro Bianco 2012, il battaglione si svilupperà lungo le linee del Battaglione Telemark. |
| Telemark Bataljon       | Rena, Innlandet  | Mentre attualmente il Battaglione Telemark è completamente professionale, il Libro Bianco 2012 propone d'includere alcuni coscritti. Il battaglione è una forza di reazione rapida dell'esercito. Il battaglione è dotato di veicoli da combattimento della fanteria CV-90 e carri armati Leopard 2, e può essere implementato rapidamente per affrontare le crisi nazionali o internazionali. |
| 2. Bataljon             | Skjold, Troms    | Il 2º Battaglione è equipaggiato con veicoli corazzati leggeri. Si basa principalmente su truppe di leva |
| Artilleribataljonen     | Setermoen, Troms | Il Battaglione d'Artiglieria fornisce supporto di fuoco. |
| Ingeniørbataljonen      | Skjold, Troms    | Il Battaglione del Genio assicura la mobilità dell'esercito. Il battaglione conduce anche operazioni di trasporto e fornisce capacità di difesa NRBC dell'esercito. |
| Etteretningsbataljonen  | Setermoen, Troms | Il Battaglione d'Intelligence è responsabile per l'intelligenza di supporto alle operazioni militari. Anche se l'unità è parte della Brigade Nord, è in grado di supportare tutte le armi delle Forze di Difesa norvegesi. |
| Sambandsbataljonen      | Bardufoss, Troms | Il Battaglione delle Comunicazioni opera le comunicazioni della brigata. |
| Hærens befalskole       | Rena, Innlandet  | La Scuola Sottufficiali dell'esercito. |
| Kampeskadronen          | Rena, Innlandet  | Lo Squadrone da Battaglia gestisce il centro d'addestramento nazionale OPFOR. I soldati di altre unità si addestrano presso il centro d'addestramento tattico dell'unità. |
| Stridstrenbataljonen    | Bardufoss, Troms | Il Battaglione di Servizio e Supporto al Combattimento è l'unità di trasporto e di rifornimento dell'esercito. Il battaglione fornisce anche servizi di manutenzione. |
| Millitærpolitikompaniet | Bardufoss, Troms | La compagnia di polizia militare della brigata. |
| Sanitetsbataljonen      | Setermoen, Troms | Il battaglione medico della brigata. |

### Equipaggiamento

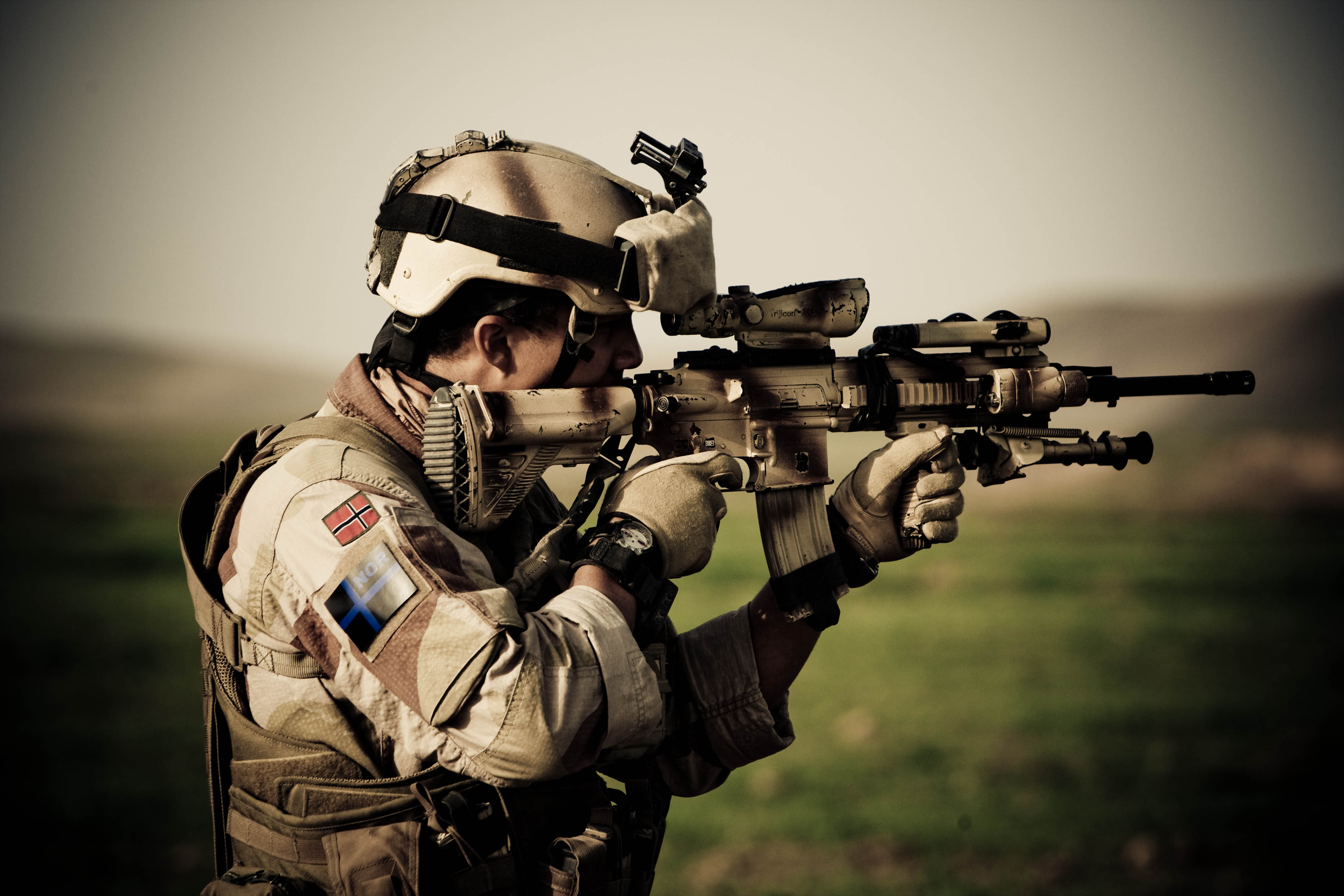
Soldato norvegese si addestra con un HK416

## Struttura

### Uniformi
Le uniformi dell'esercito sono costituite principalmente da una divisa da campagna per l'uso in ambienti in cui è necessario un materiale resistente, una divisa da lavoro per l'utilizzazione in situazioni normali, di solito entro e intorno alla zona del campo, e una divisa elegante per l'uso durante il congedo. Ci sono anche i soldati dei servizi speciali in cui sono richieste altre divise.
L'esercito ha usato l'uniforme da campagna M-75 dal 1975. Una versione mimetica della giacca da campagna venne introdotta nell'esercito di pace nel 1988. Anche una nuova membrana, l'M-02, è ora in servizio.

### Gradi militari
Prima che i Responsabili di Unità venissero introdotti intorno al 1930, in Norvegia, un sistema simile a quello che hai in quasi tutti gli altri paesi con due percorsi distinti:
- Il sottufficiale è nella maggior parte della sua carriera un comandante di Sezione e un secondo ufficiale, e, quindi, è il soldato che conduce.
- L'ufficiale che è accademicamente addestrato, e che in precedenza veniva dalla classe superiore, inizia la sua carriera con alcuni anni come comandante di plotone per ottenere qualche esperienza pratica, ma si concentra sul comando e il lavoro del personale a livelli più alti.

## Hans Majestets Kongens Garde
Il compito più importante della Hans Majestet Kongens Garde è quello di proteggere il Re e la famiglia reale in pace, in crisi e in guerra.
Le basi del battaglione sono ad Oslo e nel campo di Terningmoen.
La Garden è un battaglione con elevati standard di idoneità fisica, affidabilità, lealtà, indipendenza, disciplina, morale, senso di ordine, capacità di condurre se stessi in uniforme, e la capacità di bilanciare il loro turno di guardia complicato con le relazioni con l'ambiente civile.
Oltre a sorvegliare le residenze reali, tutte le guardie sono addestrate e istruite nella missione del combattimento militare - sia come individui che come parte della divisione di fanteria. Questo è quello di essere in grado di partecipare alla sicurezza di Sua Maestà il Re e della sua famiglia in un modo moderno, in caso di crisi o di guerra.

## Guarnigioni
| Guarnigioni      | Brigate / Compagnie |
| ---------------- | --- |
| Jørstadmoen      | FK KKIS(Centro di Difesa Controllo e Comando) CIS TG (Gruppo del Sistema di Comunicazioni Informatiche) FIH (Scuola di Difesa del Genio) FOST (Agenzia di Sicurezza della Difesa)                                    |
| Huseby Leir      | HMKG ( Guardia Reale) |
| Rena Leir        | Hærens Våpenskole (Scuola d'Armi dell'Esercito) Telemark Bataljon e compagnie attaccate mediche, del Genio e di logistica fornite da rispettivi battaglioni. HJK/Forsvarets Spesialkommando (Comando Forze Speciali) |
| Terningmoen leir | Hærens Våpenskole (Scuola d'Armi dell'Esercito) centro scuola HMKG (Guardia Reale) Accademia Militare Ufficio AFA (Dipartimento Amministrativo Parentale)                                                            |
| Sessvollmoen     | FKL (Centro Supporto Logistico) FMPS (Scuola di Polizia Militare della Difesa), FSAN (Centro medico della Difesa) |
| Skjold           | Brigade Nord Ingeniørbataljonen e 2. Bataljonen |
| Setermoen        | Brigade Nord Battaglione Corazzato, Battaglione d'Intelligence, Battaglione Medico e Battaglione d'Artiglieria |
| Bardufoss        | Brigade Nord Battaglione delle Comunicazioni e Battaglione CSS |
| Porsangermoen    | Guarnigione di Porsanger |
| Høybuktmoen      | Guarnigione di Sør-Varanger |
| Linderud Leir    | Accademia Militare |